# Frederico Sousa
Frederico Sousa (ur. 18 sierpnia 1978 w Lizbonie) – portugalski rugbysta grający w formacji ataku, reprezentant kraju zarówno w wersji piętnasto-, jak i siedmioosobowej, uczestnik trzech Pucharów Świata w obu tych odmianach, następnie trener, mistrz Portugalii, zdobywca Pucharu i Superpucharu.

## Zawodnik
Podczas kariery sportowej związany był z klubami Grupo Desportivo Direito i Rugby Club Lisboa, z którymi występował również w europejskich pucharach.
W reprezentacji Portugalii w latach 2000–2007 rozegrał łącznie 47 spotkań zdobywając 20 punktów. W 2007 roku został powołany na Puchar Świata, na którym wystąpił w trzech meczach swojej drużyny.
Był też członkiem kadry kraju w rugby siedmioosobowym. Występował w IRB Sevens World Series (w sezonach 2003/04, 2004/05, 2005/06, 2006/07, 2007/08), czterokrotnie triumfował w mistrzostwach Europy (w 2002, 2003, 2004, 2005), a także dwukrotnie uczestniczył w Pucharach Świata: w 2001 i 2005.

## Trener
Po zakończeniu kariery zawodniczej został trenerem Grupo Desportivo Direito, z którym dwukrotnie zdobył tytuł mistrza Portugalii oraz dwa Superpuchary, dodatkowo w obu tych sezonach odbierając nagrodę dla najlepszego trenera w kraju. Następnie objął posadę asystenta nowego selekcjonera kadry kraju, Errola Braina, jednocześnie prowadził reprezentację seniorów w rugby 7, która przez dwa sezony była wówczas stałym uczestnikiem światowego cyklu, doprowadził ją także do awansu na Puchar Świata 2013. W lipcu 2013 roku został pierwszym trenerem kadry piętnastek, jednak po roku, z bilansem dwóch zwycięstw i sześciu porażek, został odwołany ze wszystkich stanowisk. Dodatkowo w sezonie 2013/2014 prowadził związkową drużynę Lusitanos XV, która udział w rozgrywkach European Challenge Cup zakończyła sześcioma wysokimi porażkami.
Odbył następnie staże w Południowej Afryce, Francji i Argentynie, po czym podpisał dwuletnią umowę z AEIS Agronomia. Już w pierwszym sezonie zdobył Superpuchar, Puchar i dotarł do finału ligi.